# Escocia en la Copa Mundial de Fútbol de 1998
Escocia es una de las 32 selecciones participantes en la Copa Mundial de Fútbol de Francia 1998, la que es su octava participación en un mundial.

## Clasificación

### Grupo 4
| Pos. | Equipo      | Pts. | PJ | G | E | P | GF | GC | Dif. | Clasificación |     | AUT | SCO | SWE | LVA | EST | BLR |
| ---- | ----------- | ---- | -- | - | - | - | -- | -- | ---- | ------------- | --- | --- | --- | --- | --- | --- | --- |
| 1    | Austria     | 25   | 10 | 8 | 1 | 1 | 17 | 4  | +13  | Clasificado   |     | —   | 0–0 | 1–0 | 2–1 | 2–0 | 4–0 |
| 2    | Escocia     | 23   | 10 | 7 | 2 | 1 | 15 | 3  | +12  | Clasificado   |     | 2–0 | —   | 1–0 | 2–0 | 2–0 | 4–1 |
| 3    | Suecia      | 21   | 10 | 7 | 0 | 3 | 16 | 9  | +7   |               |     | 0–1 | 2–1 | —   | 1–0 | 1–0 | 5–1 |
| 4    | Letonia     | 10   | 10 | 3 | 1 | 6 | 10 | 14 | −4   |               | 1–3 | 0–2 | 1–2 | —   | 1–0 | 2–0 |     |
| 5    | Estonia     | 4    | 10 | 1 | 1 | 8 | 4  | 16 | −12  |               | 0–3 | 0–0 | 2–3 | 1–3 | —   | 1–0 |     |
| 6    | Bielorrusia | 4    | 10 | 1 | 1 | 8 | 5  | 21 | −16  |               | 0–1 | 0–1 | 1–2 | 1–1 | 1–0 | —   |     |

 Fuente: 

## Jugadores
Estos son los 22 jugadores convocados para el torneo:

Entrenador:  Craig Brown
| No. | Pos. | Jugador          | Fecha de nacimiento (edad)         | Apa. | Club                |
| --- | ---- | ---------------- | ---------------------------------- | ---- | ------------------- |
| 1   | POR  | Jim Leighton     | 24 de julio de 1958 (39 años)      | 86   | Aberdeen            |
| 2   | MED  | Jackie McNamara  | 24 de octubre de 1973 (24 años)    | 6    | Celtic              |
| 3   | DEF  | Tom Boyd         | 24 de noviembre de 1965 (32 años)  | 55   | Celtic              |
| 4   | DEF  | Colin Calderwood | 20 de enero de 1965 (33 años)      | 28   | Tottenham Hotspur   |
| 5   | DEF  | Colin Hendry     | 7 de diciembre de 1965 (32 años)   | 32   | Blackburn Rovers    |
| 6   | DEF  | Tosh McKinlay    | 3 de diciembre de 1964 (33 años)   | 19   | Celtic              |
| 7   | DEL  | Kevin Gallacher  | 23 de noviembre de 1966 (31 años)  | 36   | Blackburn Rovers    |
| 8   | MED  | Craig Burley     | 24 de septiembre de 1971 (26 años) | 25   | Celtic              |
| 9   | DEL  | Gordon Durie     | 6 de diciembre de 1965 (32 años)   | 40   | Rangers             |
| 10  | DEL  | Darren Jackson   | 25 de julio de 1966 (31 años)      | 24   | Celtic              |
| 11  | MED  | John Collins     | 31 de enero de 1968 (30 años)      | 49   | Monaco              |
| 12  | POR  | Neil Sullivan    | 24 de febrero de 1970 (28 años)    | 3    | Wimbledon           |
| 13  | DEL  | Simon Donnelly   | 1 de diciembre de 1974 (23 años)   | 8    | Celtic              |
| 14  | MED  | Paul Lambert     | 7 de agosto de 1969 (28 años)      | 12   | Celtic              |
| 15  | MED  | Scot Gemmill     | 2 de enero de 1971 (27 años)       | 13   | Nottingham Forest   |
| 16  | DEF  | David Weir       | 10 de mayo de 1970 (28 años)       | 5    | Heart of Midlothian |
| 17  | MED  | Billy McKinlay   | 22 de abril de 1969 (29 años)      | 25   | Blackburn Rovers    |
| 18  | DEF  | Matt Elliott     | 1 de noviembre de 1968 (29 años)   | 3    | Leicester City      |
| 19  | DEF  | Derek Whyte      | 31 de agosto de 1968 (29 años)     | 11   | Aberdeen            |
| 20  | DEL  | Scott Booth      | 16 de diciembre de 1971 (26 años)  | 16   | FC Utrecht          |
| 21  | POR  | Jonathan Gould   | 18 de julio de 1968 (29 años)      | 0    | Celtic              |
| 22  | DEF  | Christian Dailly | 23 de octubre de 1973 (24 años)    | 10   | Derby County        |

## Resultados
Escocia fue eliminada en el grupo A.
| País      | J | G | E | P | GF | GC | GD | Pts |
| --------- | - | - | - | - | -- | -- | -- | --- |
| Brasil    | 3 | 2 | 0 | 1 | 6  | 3  | +3 | 6   |
| Noruega   | 3 | 1 | 2 | 0 | 5  | 4  | +1 | 5   |
| Marruecos | 3 | 1 | 1 | 1 | 5  | 5  | 0  | 4   |
| Escocia   | 3 | 0 | 1 | 2 | 2  | 6  | -4 | 1   |

| 10 de junio de 1998 | Brasil                             | 2–1     | Escocia            | Stade de France, Saint-Denis                                   |                                                                |
|                     | César Sampaio 5' · Boyd 74' (a.g.) | Reporte | Collins 38' (pen.) | Asistencia: 80,000 espectadores Árbitro(s): José Garcia Aranda | Asistencia: 80,000 espectadores Árbitro(s): José Garcia Aranda |

| 16 de junio de 1998 | Escocia    | 1–1     | Noruega    | Parc Lescure, Bordeaux                                    |                                                           |
|                     | Burley 66' | Reporte | H. Flo 46' | Asistencia: 31,800 espectadores Árbitro(s): László Vágner | Asistencia: 31,800 espectadores Árbitro(s): László Vágner |

| 23 de junio de 1998 | Escocia | 0–3     | Marruecos                  | Stade Geoffroy-Guichard, Saint-Étienne                  |                                                         |
|                     |         | Reporte | Bassir 23' 85' · Hadda 46' | Asistencia: 30,600 espectadores Árbitro(s): Ali Bujsaim | Asistencia: 30,600 espectadores Árbitro(s): Ali Bujsaim |